# 炭酸水素塩
炭酸水素塩（たんさんすいそえん、hydrogencarbonate）または重炭酸塩（じゅうたんさんえん、Bicarbonate）は炭酸水素イオンを含む、水素塩（酸性塩）の一種である。リチウムを除くアルカリ金属塩、カドミウム塩、およびアンモニウム塩などが固体の結晶として単離されているが、アルカリ土類金属その他の炭酸水素塩は、これらの炭酸塩と過剰の二酸化炭素の反応により水溶液中でのみ存在し、固体として分離しない。
アルカリ金属塩も水溶液の加熱および、固体の200℃程度の加熱により分解して炭酸塩となる。
{\displaystyle {\ce {{2NaHCO3}\ {\overset {\Delta}{->}}\ {Na2CO3}+ {CO2}+ H2O}}}

## 炭酸水素イオン
炭酸水素イオン（たんさんすいそいおん、hydrogencarbonate, HCO−
3）は炭酸の1段階目の電離により生成し、炭酸水素塩中に存在する1価の陰イオンである。このイオン を重炭酸イオン（じゅうたんさんいおん、bicarbonate）と呼ぶこともある。例えば、NaHCO3 は「炭酸水素ナトリウム」または「重炭酸ナトリウム」と呼ばれる。
天然には主に硬水中に存在し、海水中にも0.14g dm−3、0.0023mol dm−3と比較的豊富に存在する。

## 主な炭酸水素塩
- 炭酸水素アンモニウム (NH4HCO3)
- 炭酸水素カリウム (KHCO3) – 重炭酸カリとも呼ばれる。
- 炭酸水素カルシウム (Ca(HCO3)2) – 硬水中に存在。
- 炭酸水素ナトリウム (NaHCO3) – 重曹、重炭酸ソーダとも呼ばれる。入浴剤、食品添加物（発泡剤）、洗剤、研磨剤など身近に存在。